# Zygmunt Bogdziewicz
Zygmunt Bogdziewicz (ur. 5 czerwca 1941 w Kownie, zm. 19 marca 2016 w Gdańsku) – polski strzelec i trener strzelectwa, strzelec sportowy w konkurencji ruchoma tarcza, zawodnik Wojskowego Klubu Sportowego Flota Gdynia; dwukrotny uczestnik Letnich Igrzysk Olimpijskich – Monachium 1972 i Montreal 1976; dwukrotnie nagrodzony srebrnym medalem Mistrzostw Świata (1983, 1986); dwukrotnie nagrodzony złotym medalem Mistrzostw Europy (1983); srebrny medalista Mistrzostw Europy (1981); pięciokrotny zdobywca brązowego medalu Mistrzostw Europy (1981,1983,1984,1985,1986).
Pochowany na Cmentarzu Srebrzysko w Gdańsku (rejon IX, kwatera III-3-19).

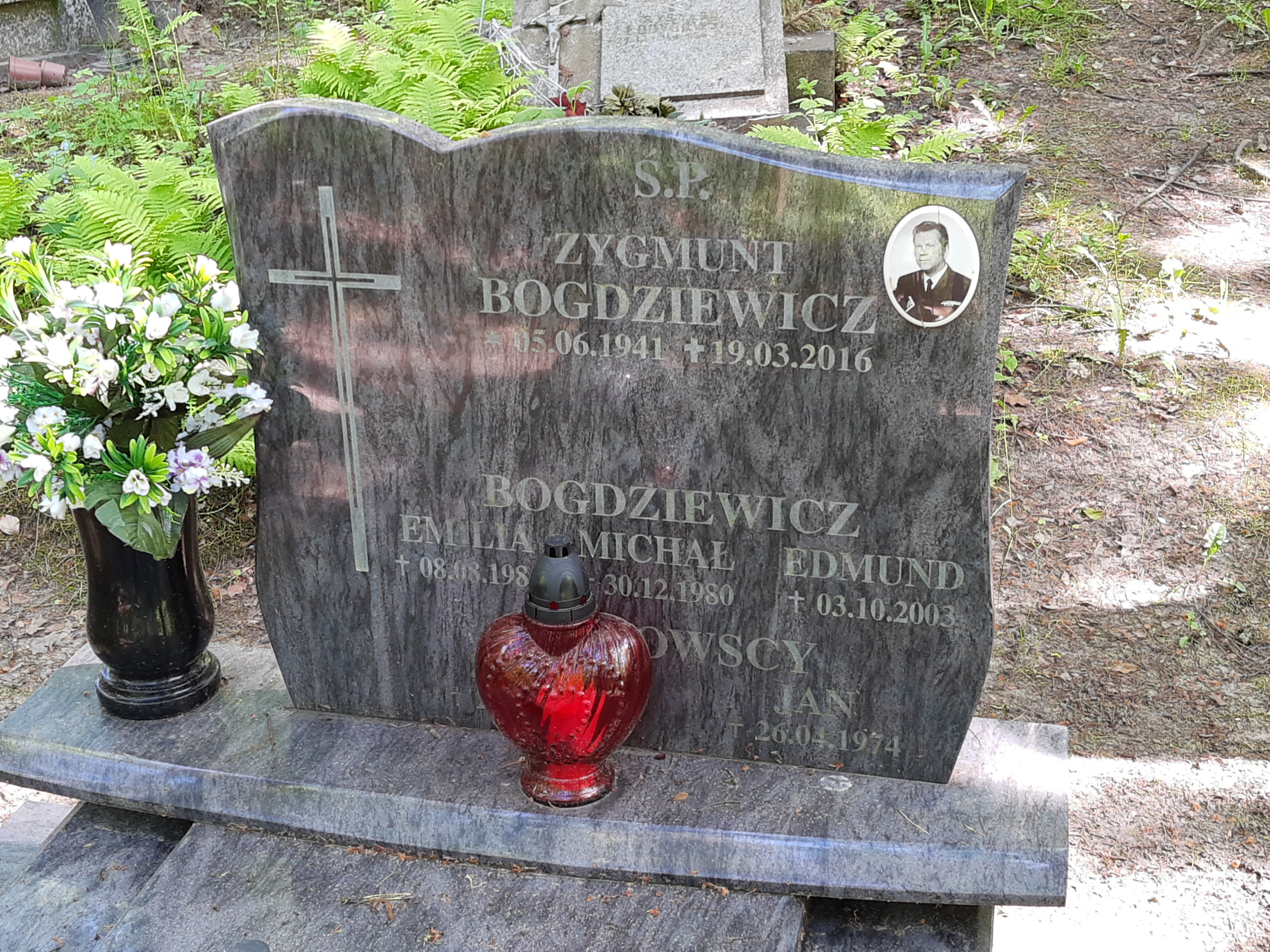
Grób Zygmunta Bogdziewicza na Cmentarzu Srebrzysko

## Nagrody i Odznaczenia
- Srebrny Krzyż Zasługi
- Brązowy Krzyż Zasługi
- Złoty Medal „Za Wybitne Osiągnięcia Sportowe” (trzykrotnie)
- Srebrny Medal „Za Wybitne Osiągnięcia Sportowe” (czterokrotnie)
- Brązowy Medal „Za Wybitne Osiągnięcia Sportowe” (pięciokrotnie)